# Ха-Тнуа
«Ха-тнуа» (ивр. התנועה‎ — «Движение») — всеизраильская политическая партия, создателем и лидером партии была Ципи Ливни.
Партия участвовала в выборах девятнадцатого и двадцатого созыва кнессета Израиля.

## История
27 ноября 2012 года Ципи Ливни объявила о создании партии «Ха-тнуа» («Движение»). Ливни охарактеризовала новое движение, как центристское.
Вскоре к новой партии присоединился Амрам Мицна, бывший глава партии Авода (2002—2003). Затем к партии Ливни присоединился депутат кнессета Амир Перец, также бывший глава Аводы (2005—2007).
О присоединении к новой партии также объявил бывший начальник отдела кадров ЦАХАЛа Элазар Штерн.
3 декабря комиссия кнессета во главе с Яривом Левиным разрешила депутатам от Кадимы создать новую фракцию составе кнессета. В состав новой фракции вошли депутаты Йоэль Хасон, Орит Зуарец, Маджалли Вахаби, Роберт Тивьяев, Рахель Адато, Шломо Молла и Меир Шитрит.
На выборах в Кнессет 19-го созыва партия получила 6 мандатов, депутатами от партии стали Ципи Ливни, Амрам Мицна, Амир Перец, Элазар Штерн, Меир Шитрит и Давид Цур.
Политолог Зеэв Ханин отмечал, что Ципи Ливни на этих выборах стала единственным политиком, поставившим в основу предвыборной кампании разрешение палестино-израильского конфликта.
На выборах в Кнессет 20-го созыва, партия сформировала единый блок Сионистский лагерь с партией Авода. По условиям межпартийного соглашения за представителями движения в совместном списке были закреплены второе, восьмое, шестнадцатое, двадцать первое, двадцать четвертое и двадцать пятое место. На выборах блок получил 24 мандата. 
1 января 2019 года, накануне выборов в Кнессет 21-го созыва Ави Габай, лидер партии Авода объявил о расформировании блока. После того, как опросы общественного мнения показали, что у партии «Ха-тнуа» нет шансов на преодоление электорального барьера, 18 февраля 2019 года Ципи Ливни объявила об уходе из политики и об отказе партии принимать участие в выборах.